# The Shute (Otago)
The Shute (englisch für Die Rutsche) ist ein Wasserfall bislang nicht ermittelter Fallhöhe in der Region Otago auf der Südinsel Neuseelands. Er liegt stromaufwärts der McLean Falls im Lauf des Tautuku River im Gebiet der Ortschaft Chaslands am östlichen Rand der Catlins.